# Дрімлюга мексиканський
Дрімлюга мексиканський (Antrostomus arizonae) — вид дрімлюгоподібних птахів родини дрімлюгових (Caprimulgidae). Мешкає в США, Мексиці і Центральній Америці. Раніше вважався конспецифічним з канадським дрімлюгою, однак був визнаний окремим видом.

## Опис
Довжина птаха становить 23-24 см, вага 45-50 г. Верхня частина тіла сірувато-коричнева, поцяткована чорнувато-бурими смужками. на тімені широкі чорнувато0бурі смужки. Горло і груди чорнуваті, на горлі вузька біла смуга. Живіт охристий, поцяткований коричневими смугами. Три крайні пари стернових пера на кінці у самуців білі, у самиць охристі. крила коричневі, поцятковані охристими плямками і смужками. Представники північних підвидів є світлішими, ніж представники південних підвидів; також представники різних підвидів вирізняються кількістю і розмірами плямок і смужок.

## Підвиди
Виділяють п'ять підвидів:
- A. a. arizonae Brewster, 1881 — від південно-східної Каліфорнії до південно-західного Техасу і на південь до Халіско і Гуанахуато;
- A. a. setosus (Van Rossem, 1934) — схід Мексики (від Тамауліпаса до перешийка Теуантепек на північному заході Чіапаса);
- A. a. oaxacae Nelson, 1900 — південний захід Мексики (від Мічоакана до перешийка Теуантепек);
- A. a. chiapensis Nelson, 1900 — від східної Оахаки і північного Чіапаса до центральної Гватемали;
- A. a. vermiculatus Dickey & Van Rossem, 1928 — Гондурас, північ Сальвадору.

## Поширення і екологія
Мексиканські дрімлюги мешкають в США, Мексиці, Гватемалі, Гондурасі і Сальвадорі. Північні популяції взимку мігрують на південь ареалу. Мексиканські дрімлюги в напівсухих і вологих тропічних лісах, зокрема у вічнозелених дубових і соснових лісах. Зустрічаються на висоті від 1400 до 3000 м над рівнем моря.

## Поведінка
Мексиканські дрімлюги ведуть присмерковий і нічний спосіб життя. Живляться комахами, яких ловлять в польоті, злітають з дерева, рідше з землі. Відкладають яйця просто на землю, серед опалого листя.

## Збереження
МСОП класифікує цей вид як такий, що не потребує особливих заходів зі збереження. За оцінками дослідників, популяція мексиканських дрімлюг становить 320 тисяч птахів. Популяція поступово скорочується внаслідок знищення природного середовища.